# 陈美藻
陈美藻（1914年2月—1989年1月9日），湖北黄安人，中国人民解放军将领、中国人民解放军开国少将。
曾任中国人民解放军济南军区干部部部长。1955年，授予中国人民解放军少将。

## 生平
1931年参加中国工农红军。1934年加入中国共产党。抗日战争时期，历任八路军129师385旅769团3营政治教导员，抗日军政大学第一分校政治部组织科科长，山东军区特务团政委等职。
第二次国共内战期间，历任鲁中军区警备第1旅政委，华东野战军第8纵队第24师政委、22师政委，第10纵队政治部主任。1949年1月，任中国人民解放军第28军政委。曾参加莱芜、泰蒙、孟良崮、沙土集、洛阳、豫东、淮海、渡江、淞沪、福州等战役战斗。
1949年8月，任中国人民解放军福州市警备司令部政委。1950年调任渤海军区政委。1952年7月，任山东军区干部管理部部长。1955年5月，任济南军区政治部干部部长，后任政治部副主任兼军区军事法院院长。1955年被授予少将军衔，获二级八一勋章、二级独立自由勋章、一级解放勋章。1958年下连当兵体验战士生活。1965年9月至1975年8月，任济南军区副政委。1975年退居二线，任济南军区顾问。1978年，当选第五届全国政协委员。1980年，任中共济南军区纪委副书记。1982年6月离休。1988年7月被授予一级红星功勋荣誉章。
1989年1月9日在济南逝世。